# 60-та окрема мотострілецька бригада (РФ)
60-та окрема мотострілецька Червонопрапорна бригада (60 ОМСБр, в/ч 16871) — формування Сухопутних військ Збройних сил Російської Федерації. Пункт постійної дислокації — село Камінь-Риболов й село Монастирище Приморського краю. Входить до складу 5-ї загальновійськової армії Східного військового округу.

## Історія
60-та окрема мотострілецька Червонопрапорна бригада створена на основі одного з полків 127-ї кулеметно-артилерійської ордена Кутузова дивізії. Займає розташування розформованої 29-ї мотострілецької Полоцької ордена Суворова дивізії.
Бригада залучалася до участі в ліквідації наслідків повені на Далекому Сході в 2013 році.
Бригада бере участь у повномасштабному вторгненні Росії в Україну. Спочатку воювала південніше Горлівки, наступаючи у напрямку Костянтинівки, але успіху не досягла. У наступні місяці залишалася дислокованою у районі Донецька.
Влітку 2023 року 60 ОМСБр разом із 136-ю гвардійською мотострілецькою бригадою обороняла селище Урожайне від контрнаступу ЗСУ. Через активні атаки українських морських піхотинців, зокрема 35-ї бригади морської піхоти, вона понесла тяжкі втрати і була змушена залишити позиції 15 серпня.

## Склад
- управління[7];
- 1-й механізований батальйон;
- 2-й механізований батальйон;
- 3-й механізований батальйон;
- Танковий батальйон;
- 1-й гаубичний самохідно-артилерійський дивізіон;
- 2-й гаубичний самохідно-артилерійський дивізіон;
- Реактивний артилерійський дивізіон;
- Протитанковий артилерійський дивізіон;
- Зенітний ракетний дивізіон;
- Зенітний ракетно-артилерійський дивізіон;
- Окрема розвідувальна рота;
- Інженерно-саперний батальйон;
- Батальйон управління (зв'язку);
- Ремонтна рота;
- Батальйон матеріального забезпечення;
- Стрілецька рота (снайперів);
- Рота РХБЗ;
- Рота БПЛА;
- Рота РЕБ;
- Комендантська рота;
- Медична рота;
- Батарея управління та артилерійської розвідки (начальника артилерії);
- Взвод управління і радіолокаційної розвідки (начальника ППО);
- Взвод управління (начальника розвідувального відділення);
- Взвод інструкторів;
- Взвод тренажерів;
- Полігон;
- Оркестр.

## Втрати
З відкритих джерел відомо про щонайменш 16 вбитих бійців бригади під час російсько-української війни: